# Conco
Conco (Kunken in cimbro) è una frazione del comune italiano di Lusiana Conco, in provincia di Vicenza. Si trova sull'Altopiano dei Sette Comuni.
Già comune autonomo (con frazioni Fontanelle, Gomarolo, Rubbio, Santa Caterina e Tortima), il 20 febbraio 2019 si è fuso con Lusiana per costituire l'ente attuale.

## Geografia fisica
Conco si trova sul versante meridionale dell'altopiano dei Sette Comuni, i vecchi confini comunali si estendevano da una quota minima di ca. 550 m sino agli oltre 1300 m di Montagna Nuova. Nel vecchio territorio comunale sono presenti numerose valli generate dal fenomeno dell'erosione idrica, ma manca completamente l'acqua in superficie per il fenomeno del carsismo.

### Flora e fauna
La maggior parte dell'ex superficie comunale è coperta da foreste che comprendono formazioni di orno-ostrieti a sud e di piceo-faggeti nell'area centro-settentrionale del territorio. L'intera struttura vegetazionale è determinata dall'attività selvicolturale.
Tra la fauna vivono diverse specie di ungulati: il capriolo, il cervo, il camoscio, il muflone ed il cinghiale. È stato più volte avvistato l'orso (con provenienza temporanea dal Trentino di alcuni maschi) mentre è presente il lupo ed è segnalata la presenza dello sciacallo dorato. È presente anche l'istrice. 
La zona ospita anche un'importante popolazione di uccelli: tra le specie forestali sono presenti il picchio nero, il picchio rosso maggiore, l'astore, lo sparviere, il francolino di monte e il gallo cedrone, oltre a numerose specie di passeriformi. La zona è frequentata dall'aquila reale e da molte specie di rapaci che sfruttano le correnti termiche generate dall'orografia del territorio. Inoltre, le rotte migratorie di diverse specie ornitiche, passano proprio sopra i cieli del comprensorio.

## Origini del nome
Tanto Dante Olivieri, quanto Giovan Battista Pellegrini credono il toponimo derivato dal latino concha "conca, avvallamento".
In origine con esso si indicava l'attuale Santa Caterina, che effettivamente si trova sul fondo di una valle. Quando si sviluppò l'attuale Conco, i due centri abitati furono noti rispettivamente come Conco inferiore e Conco superiore. Tra i due borghi nacque poi la contrada Cunchele, il cui toponimo, di stampo cimbro, significa "piccola Conco". Santa Caterina successivamente cambierà più volte nome sino all'attuale, mentre Conco superiore diventerà semplicemente Conco. Con l'arrivo dei Cimbri il nome latino verrà presumibilmente trasformato in Kunken.

## Storia
Recenti ricerche archeologiche hanno portato alla luce i resti di un insediamento preistorico in Val Lastaro, risalente a circa 11 000 anni fa.
Bisognerà tuttavia aspettare l'alto medioevo per avere delle testimonianze più precise: un documento nel 983 cita le località Bagnaria (attuale Bagnara) e Lastaria (attuale Lastaro). In questo stesso periodo il territorio cominciò ad essere colonizzato da popolazioni di origini germanica, i cosiddetti Cimbri, che conservarono a lungo lingua e tradizioni proprie.
Dal punto di vista politico, l'area prealpina che va dall'Astico al Brenta fu soggetta al vescovo di Padova a partire dalla donazione dell'imperatore Berengario I del 917. Successivamente fu legata al comune di Vicenza, agli Ezzelini e al comune di Padova sino al definitivo assoggettamento alla Repubblica di Venezia nel 1405. Nel frattempo, la popolazione dell'Altopiano si era organizzata nella Federazione dei Sette Comuni: Conco faceva riferimento al comune di Lusiana e fu inizialmente compresa nella contrada annessa di Roveredo Alto (assieme a Crosara, Vallonara e Valle San Floriano); dal 1º dicembre 1681 si separò da quest'ultima, andando a costituire a sua volta una contrada annessa.
Caduta la Serenissima, la Federazione venne sciolta e venne istituito il comune di Conco. Il territorio seguì le sorti del Veneto, passando da Napoleone agli Austriaci per approdare poi nel Regno d'Italia al termine della terza guerra d'indipendenza (1866). A seguito del referendum del 16 dicembre 2018, il 20 febbraio del 2019 Conco si fonderà col vicino ex comune di Lusiana per formare l'odierno comune di Lusiana-Conco.

### Prima Guerra mondiale

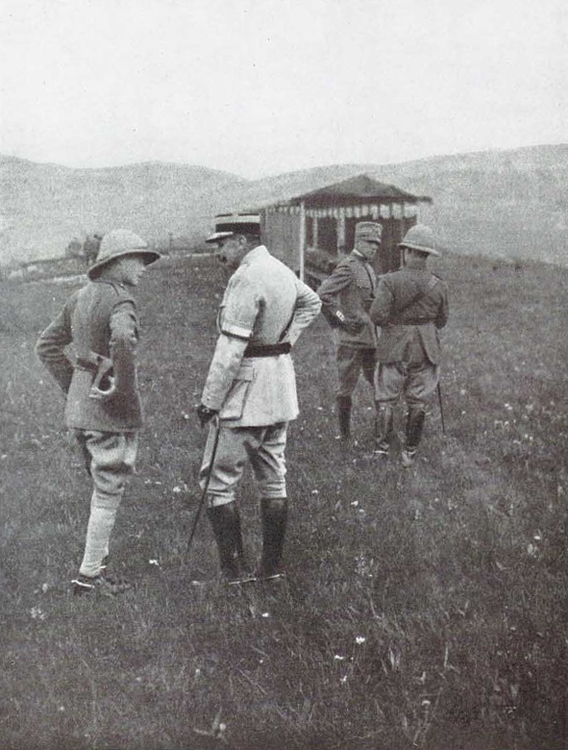
Generali francesi, italiani ed inglesi col principe di Galles (a sinistra), futuro re Edoardo VIII del Regno Unito a Tortima di Conco (1918).

Il vecchio Comune di Conco, come tutti gli altri paesi dell'Altopiano, seppur in misura minore in quanto la prima linea si attestò appena a nord dei confini comunali, è stato direttamente interessato dagli eventi della prima guerra mondiale. Lo scoppio della guerra, oltre a provocare alcuni danni materiali, costrinse, durante l'Offensiva di Primavera, la popolazione al profugato per diversi mesi in alcune località italiane.

Tra gli episodi di maggior rilievo che interessarono il vecchio territorio comunale, oltre ad un bombardamento che interessò la frazione di Rubbio (interessata dallo scoppio di 430 granate), vi è l'incursione aerea austroungarica della notte del 24 ottobre 1918, avvenuta solo pochi giorni prima del termine delle ostilità: un aereo nemico centrò in pieno la polveriera sita nella Val del Gatto, vicino alla Contrà Trotti, presso Gomarolo: morirono circa cento soldati che presidiavano la struttura e sul luogo dove sorgeva la polveriera è stata oggi eretta una croce di pietra per ricordare tale avvenimento. A ricordo di tale fatto venne inoltre eretta nella frazione di Gomarolo la chiesa dedicata a Santa Barbara.

Durante la guerra a Conco, paese che divenne importante retrovia italiana (per collegare la pianura con la prima linea attraverso Conco venne costruita anche una filovia e si realizzarono diverse teleferiche), vennero costruiti diversi cimiteri militari che, al termine delle ostilità, verranno riuniti in due grandi cimiteri di guerra: uno sito nel capoluogo (intitolato al capitano Mario Colonna, medaglia d'argento) che conteneva le spoglie di 2.344 soldati (2.064 italiani e 280 francesi) e uno nella frazione di Fontanelle, accanto al cimitero civile, dov'erano tumulati 190 soldati italiani (tra cui gli ufficiali della Brigata Sassari Eugenio Niccolai e Giovanni Antonio Aprosio, entrambi decorati di medaglia d'oro al valor militare). Dopo la costruzione del Sacrario Militare di Asiago tutti i corpi dei soldati sono stati lì trasferiti, i cimiteri smantellati e l'Ossario è diventato, insieme a quelli del Pasubio, del Monte Grappa e di Tonezza del Cimone, il simbolo della Provincia di Vicenza.
127 furono i soldati nativi di Conco caduti durante la Grande Guerra, mentre se si conteggiano anche gli operai militarizzati, il totale dei caduti arruolati nel Regio Esercito ammonta a 154 persone. 15 furono i soldati decorati al Valor Militare. Solamente nel 1984 vennero decorate anche 18 donne di Rubbio per il loro contributo come operaie militarizzate.

### Seconda Guerra mondiale
Conco è tra le 44 città italiane decorate al Valor Militare per la Guerra di Liberazione perché è stato insignito della Croce di Guerra al Valor Militare per i sacrifici delle sue popolazioni e per la sua attività nella lotta partigiana durante la seconda guerra mondiale. Le prime formazioni partigiane sull'Altopiano di Asiago si insediarono infatti, alla fine del 1943, proprio attorno ai paesi di Fontanelle, Conco e Rubbio: gran parte dei reparti partigiani cadde però quasi subito in mano nazifascista, in particolare i militanti della zona di Fontanelle, che vennero portati all'interno del castello di Marostica e fucilati nell'Eccidio di Marostica. Un altro gruppo di partigiani comunisti era già stato assassinato il 30 dicembre 1943 presso Malga Silvagno per ordine dei partigiani moderati badoglian, durante l'Eccidio di Fontanelle di Conco, verosimilmente gli stessi uccisi dai repubblichini poi a Marostica. Durante la Resistenza numerosi soprusi da parte delle forze occupanti naziste vennero perpetrati alla popolazione; il centro di Conco e diverse case delle varie contrade del Comune vennero inoltre date alle fiamme.

### Simboli
Lo stemma di Conco era stato concesso con regio decreto del 9 dicembre 1937.
Le cime sullo sfondo rappresentano il territorio montuoso che contraddistingue il comune; l'alabarda è simbolo della resistenza della popolazione ai tentativi di invasione; la stella nel capo, residuo del capo del Littorio è simbolo della Repubblica italiana.
Il gonfalone municipale era un drappo di azzurro.

### Onorificenze
Conco è una delle città italiane decorate al valor militare con la croce di guerra al valor militare per i sacrifici della sua popolazione durante la guerra di liberazione:

## Società

### Evoluzione demografica
Abitanti censiti

### Religione
Tutte le parrocchie dell'ex Comune di Conco fanno parte della diocesi di Padova.

## Geografia antropica

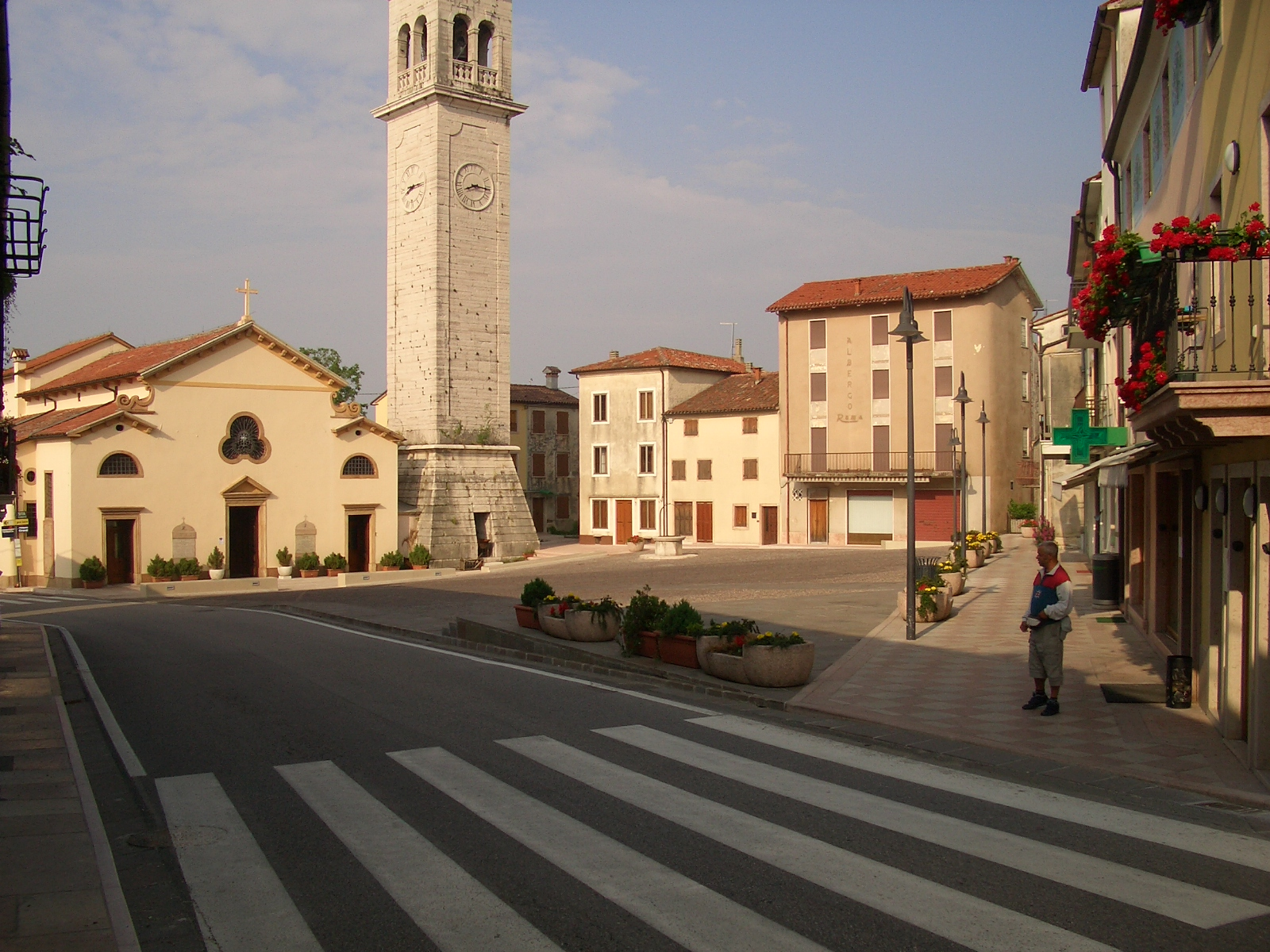
La Piazza di Conco con la chiesa parrocchiale dei SS. Maria e Marco

### Ex frazioni
Le principali frazioni di Conco erano: Fontanelle , località posta a circa 765 m di altitudine, suddivisa in diverse contrade. In prossimità dell'abitato di Fontanelle si trovano Tortima e alcune piccole contrade che sorgono lungo il crinale meridionale dell'Altopiano: da questa posizione si può godere di un ampio panorama che spazia dalle colline del marosticense, ai Colli Euganei e ai Colli Berici, alla laguna di Venezia e in caso di giornate terse si possono distinguere anche gli Appennini e la penisola istriana. Tortima fu teatro di un importante episodio per la Reggenza dei Sette Comuni avvenuto durante la guerra tra la Repubblica di Venezia e la Lega di Cambrai nel 1509: tali episodi erano ricordati nell'alabarda inserita nello stemma del vecchio Comune di Conco.
Altra importante ex frazione del Comune di Conco era Gomarolo, località che sorge in una stretta vallata non lontana dall'abitato di Santa Caterina che un tempo segnava il confine con Lusiana.

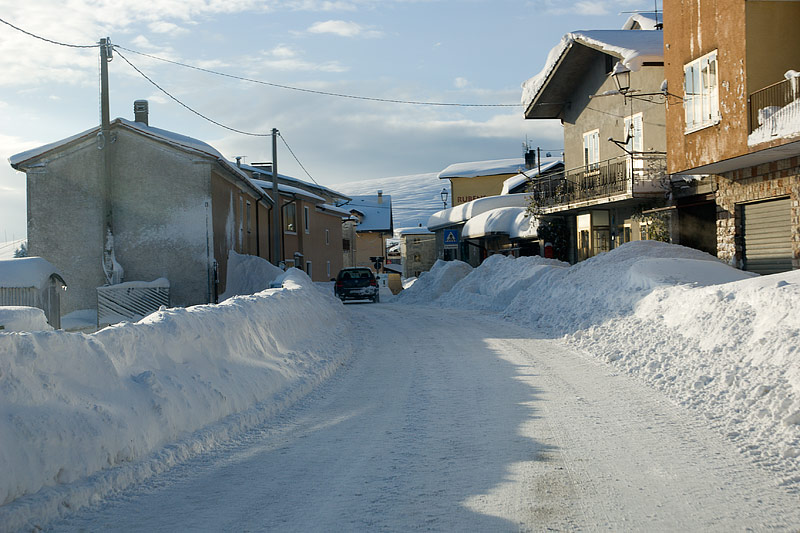
Rubbio d'inverno.

La frazione più elevata era invece Rubbio (che assieme a Fontanelle è rimasta frazione anche nello statuto del nuovo Comune) che si trova a 1.057 m s.l.m.. La frazione è in realtà divisa in due diversi ambiti amministrativi: quelli di Lusiana Conco e di Bassano del Grappa. Da tale località si può godere di un panorama ancora maggiore rispetto a quello visibile da Tortima: lo sguardo spazia infatti anche verso le Pale di San Martino, il Monte Grappa e la catena delle Piccole Dolomiti.
Complessivamente nel vecchio territorio dell'ex comune di Conco esistono circa una sessantina di contrade, molte delle quali sono oggi fortemente spopolate e talune addirittura disabitate a seguito del forte flusso emigratorio che ha interessato la zona nel secolo scorso.

## Economia
L'industria più fiorente nel territorio di Conco è stata quella relativa alle cave di pietra, attività entrata in crisi nella seconda metà degli anni 2010. Tre sono i tipi di pietra estratta a Conco, chiamata localmente "marmo": il Bianco Asiago, il Rosa Perlino ed il Rosso Asiago. Il più diffuso è il Bianco che compone il 40% del totale, seguito dal Rosa Perlino e dal Rosso Asiago presenti ciascuno per il 30%.
Le varietà merceologiche conosciute come Verdello e Chiarofonte (che sono varietà del Rosso Asiago nelle quali cambia la tonalità di colore, che passa da un rosso cupo ad un rosato nel caso del Chiarofonte, per arrivare, nel caso del Verdello, ad una totale decolorazione) sono relative al 20% circa del totale del Rosso Asiago.
Altra importante fonte di reddito per l'economia della zona è derivante dal commercio delle utilizzazioni boschive.

### Turismo

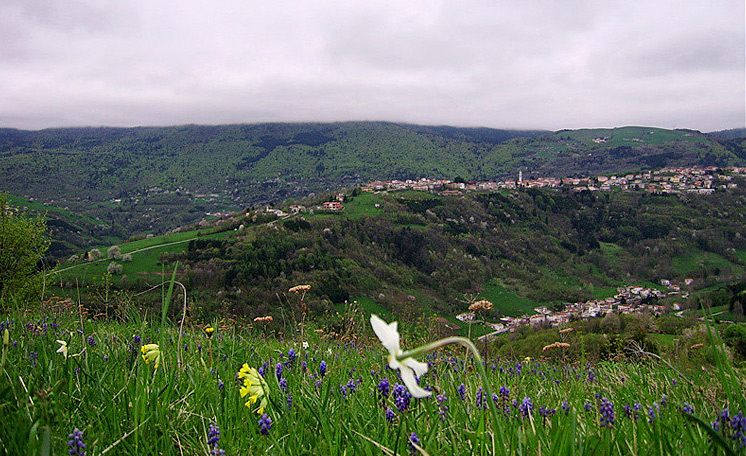
Panorama di Conco e Gomarolo

Il territorio posto a 1.000 m è la zona di maggiore attrazione turistica, data anche la vicinanza con la città di Asiago. Le località Val Lastaro e Biancoia sono importanti stazioni turistiche sia estive che invernali.

## Amministrazione

### Referendum
Nel 2006 la popolazione degli otto comuni dell'Altopiano (Asiago, Conco, Enego, Foza, Gallio, Lusiana, Roana e Rotzo) votò a grande maggioranza (94%) a un referendum per il distacco del territorio dalla Regione Veneto e per la successiva aggregazione alla Regione Trentino-Alto Adige. L'anno seguente arrivò il parere negativo da parte sia della provincia di Bolzano che da quella di Trento, mentre il Parlamento, che doveva dare l'esito definitivo, non si espresse mai.
Il 16 dicembre 2018 la popolazione di Conco ha votato a un referendum per la nascita del nuovo comune di Lusiana Conco (che è stato istituito nel febbraio 2019 a seguito della fusione col vicino comune di Lusiana) con il 50,5% dei si.

## Sport

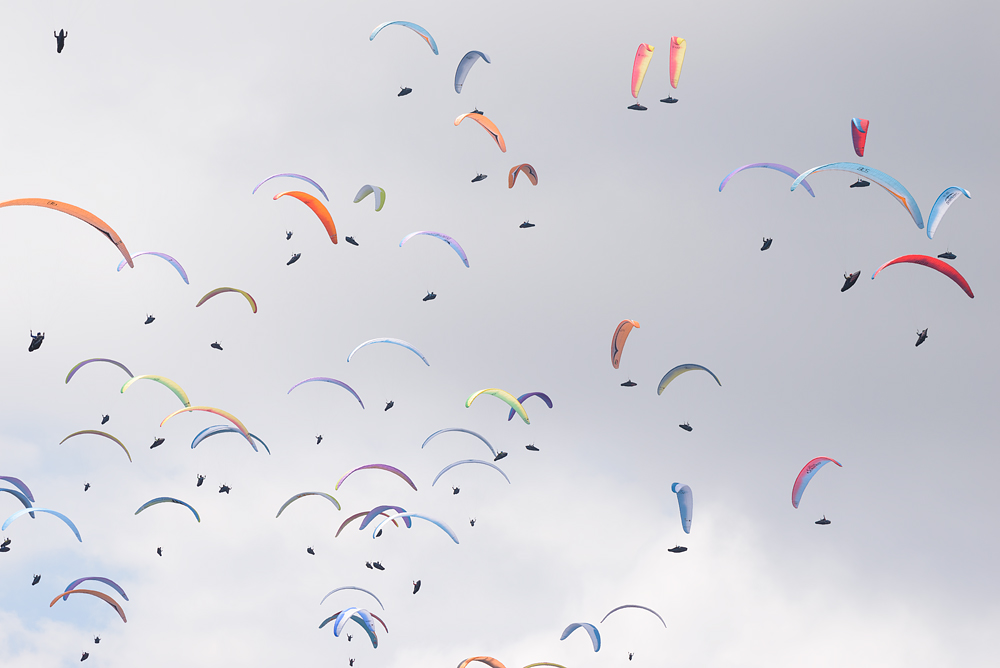
Una giornata di gare del Campionato del mondo di parapendio 2017 nei cieli meridionali di Conco, task di Rubbio

Il versante meridionale di Conco è ampiamente sfruttato per la pratica del volo libero. Nel comprensorio esistono difatti diversi take-off utilizzati sia per il decollo dei deltaplani che in particolare dei parapendii. Nell'estate del 2017 sopra i cieli di Conco si sono svolte 4 task di gare della XV edizione del Campionato del mondo di parapendio.
Dal 2011 a Conco (quindi interamente su territorio montano) si svolge una manifestazione podistica non competitiva denominata marcia Edelweiss.
A Conco è inoltre diffusa la pratica della mountain bike grazie alla presenza di numerose strade forestali.